# Michelle de Bonneuil
Pour les articles homonymes, voir Bonneuil et Sentuary.
Michelle (de) Sentuary, par son mariage Madame Guesnon de Bonneuil, née le 25 mars 1748 à Saint-Denis sur l’île Bourbon, et morte à Paris le 26 décembre 1829, a été parfois confondue avec une homonyme, agent d’influence et de renseignements pendant la Révolution et l’Empire. 
Inspiratrice, entre autres, d'André Chénier, elle fut une femme « célèbre pour sa beauté et les agréments de son esprit » selon la formule de Charles de Lacretelle, lui-même un ami de Chénier.

## Les origines créoles
Née le 25 mars 1748 à Saint-Denis, sur l’île Bourbon, Michelle Sentuary était la fille cadette de Jean Sentuary et de Marie-Catherine Caillou. Elle est élevée à Sainte-Suzanne où son père avait une plantation, et à Bordeaux où elle se marie en 1768 avec Nicolas Cyrille Guesnon de Bonneuil qui avait une charge anoblissante dans la maison de la comtesse d’Artois.
Elle vient à Paris où, par sa beauté et son charme personnel - sa conversation et ses talents pour le chant et la peinture -, elle se rend célèbre dans les milieux artistiques et intellectuels. Élisabeth Vigée Le Brun, qui devient son amie, qui la disait la « plus jolie femme de Paris », le peintre Alexandre Roslin qui la peignit en « habits d’africaine », la pastelliste Rosalie Filleul, le sculpteur Jean-Baptiste Lemoyne, d’autres encore, ont laissé d’elle de très beaux portraits.
Amie des poètes, elle appartient au Cercle anacréontique dit de « la Caserne », à Marly-le-Roi, institution fort libre inspirée de la maçonnerie, animée par le chevalier Évariste de Parny, auteur de poésies érotiques, le chevalier Antoine Bertin qui célèbre sa sœur Marie-Catherine sous le nom d’Eucharis, et le chevalier Michel de Cubières, tous les trois poètes à la mode. Pour financer de nouvelles charges vénales de son mari dans la maison des princes, Michelle de Bonneuil compte, avec Marie-Catherine et leur autre sœur Augustine-Françoise, la jolie Mme Thilorier - future Mme Jean-Jacques Duval d'Eprémesnil - parmi les « berceuses » du riche financier Nicolas Beaujon, résidant quelque temps à l’hôtel d’Évreux. C’est sans doute à cette époque d’extrême dissipation qu’elle connut le banquier suisse Jean-Frédéric Perregaux qu’elle revit à intervalles réguliers jusque sous l’Empire À sa mort, Nicolas Beaujon lui légua les 100 000 livres qu’il lui avait avancées de son vivant. Selon le peintre John Trumbull en voyage à Paris, elle évoluait dans les hautes sphères de la société française, se faisait appeler « comtesse de Bonneuil » - il écrit « de Bonouil » - et elle était une des femmes les plus splendides qu’il ait jamais rencontrées.
Amie d’Anne de Caumont-Laforce, comtesse de Balbi, qu’elle côtoyait au Palais du Luxembourg où son mari, plus âgé qu’elle, était devenu premier valet de chambre du comte de Provence, Mme de Bonneuil eut des relations diverses avec l’amiral John Paul Jones qui fut un amant éphémère, le comte de Vaudreuil qui resta un vieil ami, le baron de Bruny de La Tour d’Aygues qui lui dédia la gravure d’un satyre jouant de la flûte, l’érudit marquis de Cubières, propriétaire de l’Ermitage de la rue de Maurepas à Versailles, qui lui donna un fils, le comte de Caylus qui prétendit l’endoctriner à l’illuminisme. Elle raconta plus tard à l’abbé Augustin Barruel qu’elle avait été « une de ces jeunes dames dont les sophistes cherchaient à faire des adeptes, des apôtres femelles ». Dans des déjeuners hebdomadaires, l’abbé Raynal cherchait surtout à leur insinuer l’athéisme. Il leur disait « Non, il n’y a pas de Dieu et il faut le dire, il faut que vous le disiez, le répétiez ailleurs, dans des conversations, dans les cercles, il faut que cette vérité soit connue et devienne commune ». Esprit libre et aventureux, Mme de Bonneuil, fut également initiée aux mystères de Cagliostro et aux rites de la maçonnerie égyptienne dont son beau-frère, Jean-Jacques Duval d'Eprémesnil, était l’un des maîtres. Les deux maris de sa sœur – Jacques Thilorier et Jean-Jacques Duval d'Eprémesnil –, avaient appartenu l’un et l’autre à la loge des Neuf Sœurs, et il est très possible que Mme de Bonneuil ait été elle-même initiée dans une des loges d’obédience féminine, avant de tourner le dos aux idées nouvelles et aux principes de la philosophie dont elle pensait sincèrement, après la Terreur, qu’ils avaient amené le « règne des Jacobins ». Dans ses dépêches écrites en Espagne, elle fait souvent allusion aux Jacobins qu'elle tenait pour responsables des horreurs de la Terreur, car non seulement elle faillit être exécutée mais perdit sa sœur, son beau-frère et beaucoup de ses amis. L’un de ces derniers, le plus célèbre, est le poète André Chénier qui la célébra magnifiquement dans ses Élégies sous le nom de Camille (anagramme de « Micaëlle » ou Michelle) ou « d.z.n » (de « Sentuary d’Azan »).

## La Révolution

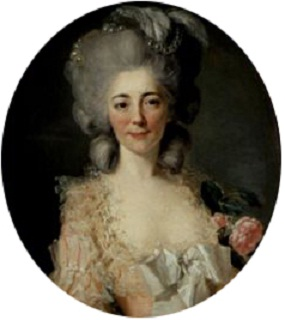
Michelle de Bonneuil.

La Révolution venue, Mme de Bonneuil partage les idées ultra-conservatrices de Jacques Antoine Marie de Cazalès, son dernier amant en date, et de Jean-Jacques Duval d'Eprémesnil, députés de la noblesse, qui siégeaient, avec l’abbé Jean-Siffrein Maury, à la droite extrême de l’hémicycle, à l’Assemblée constituante. Dès 1791, elle s’impliqua dans les projets contre-révolutionnaires, dont certains aussi mal conçus qu’exécutés de fuite de la famille royale, celui entre autres, élaboré à l’hôtel d’Esclignac et qui se finit par l’arrestation des conjurés le 18 avril 1791. Elle est liée d’amitié avec les plus célèbres contre-révolutionnaires dont Louis-Alexandre de Launay comte d’Antraigues qu’elle prétendait entraîner au Scioto, aux États-Unis, avec « un seul de ses cheveux », ou surtout le baron Jean de Batz, membre du comité de liquidation à l’Assemblée, qui devint une sorte d’épouvantail commode pour les comités de l’an II qui voulaient donner un visage au prétendu « grand complot de l’étranger » dont on prétendait qu’il actionnait tous les ressorts.
Lorsque Jacques Antoine Marie de Cazalès, dont elle attendait une fille, veut émigrer et échapper à la proscription, Mme de Bonneuil l’aide à passer les frontières en l’accompagnant en juillet 1792 jusqu’à Lausanne. D’après le registre de sa section, elle se serait ensuite rendue à Coblence puis Londres. D’après les membres du comité de surveillance de la section de l’Homme armée dont dépendait son domicile en 1793, on lui connaissait des liaisons avec Cazalès, l’abbé Maury, d’Eprémesnil, son beau-frère, (Le Peletier) de Mortfontaine, ancien prévôt des marchands, le comte de Vaudreuil, M. et Mme Lebrun-Pintras (Lebrun-Pindare), et autres, ainsi qu’avec le marquis d’Yères (sic), grand conspirateur, émigré, qu’elle alla « rejoindre à Coblence et de là en Angleterre, ainsi que Cazalès et Boutin, ancien Trésorier de la Marine. »
À la veille des massacres de septembre 1792, elle avait sollicité, très inquiète, l’aide de Jean Claude Hippolyte Méhée de La Touche, alors membre de la Commune, qui lui fit obtenir des passeports permettant à son mari en grand danger en tant qu’ancien serviteur du comte de Provence et dépositaire d’archives lui appartenant, de sortir de Paris, de se réfugier chez une nièce à Saint-Leu et d’échapper aux massacres de septembre. Son mari malade étant parti à la campagne et elle-même était enceinte de la fille de Cazalès : elle fit ses couches en avril 1793 rue Neuve-Sainte-Catherine. 
Jusqu’à son arrestation le 11 septembre 1793, Mme de Bonneuil s’était mêlée aux malheureuses tentatives des royalistes pour sauver Louis XVI, puis Marie-Antoinette, de l’échafaud. Une de ses filles a donné quelques détails sur les manœuvres des royalistes pour communiquer depuis un appartement de la rue de la Corderie avec les prisonnières du Temple. Mme de Bonneuil, comme d’autres femmes royalistes (Mmes de Beaufort, de Pompignan, de Bonneval d’Abzac, de Damas, de Langeron, de Saint Maurice, de Laubespin et de Janson) avait essayé de circonvenir des conventionnels, tel Charles-Nicolas Osselin alors membre du Comité de sûreté générale qu’elle avait attiré chez elle. On la dénonça en juillet 1793 pour avoir donné à danser à l’annonce d’un revers des armées républicaines, et ce jour-là, Osselin, Mme d’Eprémesnil sa sœur et Michel de Laumur, ancien gouverneur de Pondichéry guillotiné avec les Exagérés se trouvaient chez elle.
Elle fut arrêtée dans les premiers jours de septembre 1793. Bénéficiant de protections mystérieuses, elle avait obtenu, quelques jours après son arrestation, de revenir passer un long moment chez elle, seule – le gendarme la laissant faire –, et en avait profité pour faire disparaitre des pièces extrêmement compromettantes, qui étaient toujours sous scellés, notamment des registres provenant de la maison du comte de Provence que son mari, premier valet de Chambre du prince, avait conservés. Cette opération terminée, elle avait réintégré sa prison Sainte-Pélagie où elle correspondit un temps avec le poète Jean-Antoine Roucher, qui lui dédia des Stances sur les fleurs.
Ayant elle-même miraculeusement réchappé à la guillotine, contrairement à sa sœur et son beau-frère d’Eprémesnil, qui furent décapités, elle fut libérée de prison après une incarcération d’un an (octobre 1794) au couvent devenu prison Sainte-Pélagie puis au couvent des Anglaises de la rue de l'Oursine où elle avait été transférée en pluviôse an II.
Quelques mois après sa libération, sa fille cadette, Laure de Bonneuil épousait à Saint-Leu-Taverny un ancien constituant devenu homme d’affaires, Michel Regnaud de Saint-Jean d'Angély, qu’elle accompagna en 1796 à Milan, où le couple rencontra Napoléon Bonaparte dont il partagea la fortune et l’infortune. À la veille du coup d’État de vendémiaire an V, Mme de Bonneuil – qui écrivit plus tard dans un long rapport au futur Louis XVIII être entrée, sous une fausse identité, dans la clandestinité depuis le début de la Révolution, et y avoir consacré toute son énergie et risqué sa vie –, semble avoir rejoint un réseau chouan, accomplissant quelques voyages entre Paris et Orléans où on distribuait facilement des faux papiers (entre autres des certificats de résidence pour les émigrés rentrés clandestinement). En prévision d’un voyage à l’étranger, elle se fit établir par l’administration du Loiret, en tant que négociante – seule façon de contourner la loi sur l’émigration – un passeport au nom de « Jeanne Riflon ». C’était celui d’une jeune femme de condition modeste, nullement formée à l’exercice de la diplomatie secrète sur de nombreuses années, qu’elle pourrait avoir connue ou employée à son service et dont elle emprunta plusieurs fois l’identité, du moins sur le papier. Lorsqu’elle ne voulait pas apparaître, Mme de Bonneuil eut donc apparemment recours à quelques subterfuges d’identité, prenant ainsi une fois celle d’une autre de ses femmes de chambre, Angélique, pour ses billets à John Paul Jones en mai et juin 1780, ou d’une servante (Henriette Le Baille, dame Pillot) de sa sœur lorsqu’elle déclara la naissance d’Amédée-Louis Despans, son fils adultérin. Sur ce passeport établi à un nom autre que le sien, avec un âge différent, un visa est apposé à la date du 16 prairial an IV.

## Missions en Espagne
Guidée par Jacques Antoine Marie de Cazalès basé à Londres, devenu un des chefs de l’émigration royaliste, Mme de Bonneuil, qui était ruinée par les évènements, avec à sa charge son mari malade, s’improvisa agent d’influence et de renseignements. Elle accomplit, comme négociante en dentelles, une première mission secrète en Espagne où elle arrive en compagnie de Johan Valckenaer, ambassadeur de la République batave, à la fin de juillet 1796. De nombreux rapports rédigés de sa main et autres dépêches conservés aux archives du quai d’Orsay sur la situation politique de l’Espagne révèlent non seulement la qualité de son style, mais son haut niveau de connaissance des affaires internationales. Ils dénotent une éducation aristocratique, une personnalité forte, une élégance dans le ton et une intelligence brillante. Il s’avère aussi que tout ce qu’elle a raconté à Pérignon, puis au Directoire est faux, à commencer par les raisons véritables de sa présence à Madrid. Il semble que sa mission principale fût celle dont était précisément chargé Cazalès, consistant à recueillir, auprès de l’ambassadeur Pérignon, des informations sur l’état des négociations entre l’Espagne et le Directoire, et à faire valoir, auprès de Godoy, l’intérêt d’un rapprochement de l’Espagne avec l’Angleterre, malgré le dossier sensible du Mexique espagnol. Par ailleurs – et c’est une chose dont l’intéressé ne se vanta pas par la suite – elle réussit à circonvenir l’ambassadeur républicain Catherine-Dominique de Pérignon qui était né, comme Cazalès, à Grenade, et dont il était par conséquent un « pays ». En janvier, un dîner avait été donné « en l’honneur de Cazalès » par le prince Masserano, et Pérignon, sous le charme de Mme de Bonneuil, s’y était laissé entrainer. Cette affaire fit grand bruit et contraria fortement la légation française – Mangourit et Labène avaient senti que leur ambassadeur était le jouet d’une intrigue – qui réprouva ce faux-pas de l’ambassadeur à un moment où l’on prévoyait de négocier des articles secrets portant sur la cession éventuelle de la Floride et de la Louisiane à la France contre la garantie, par le Directoire, des possessions espagnoles en Toscane.
Depuis son arrivée en Espagne, Mme de Bonneuil intriguait donc simultanément auprès de Catherine-Dominique de Pérignon qu’elle avait séduit et à qui elle cherchait à soutirer des informations sur ses négociations en cours avec Godoy, du duc de Croy d’Havré, représentant des intérêts des Bourbons en Espagne dont elle se fit le plus sûr allié et dont elle déplorait la faiblesse des moyens, et Manuel Godoy, prince de la Paix, principal ministre du roi d’Espagne avec lequel elle eut de nombreux entretiens qu’elle a soigneusement notés dans un rapport conservé aux archives du quai d’Orsay.
Chargée de dépêches et probablement de fonds destinés aux royalistes de l’intérieur qui, s’appuyant sur les « instituts philanthropiques » (clubs royalistes), préparaient le renversement du Directoire, elle annonça, fin janvier 1797, à Pérignon qu’elle comptait se rendre en France, gagnant en effet Irun, et embarquant fin janvier 1797 pour Le Havre et Paris car, écrivait-elle, « il est extrêmement essentiel que je conserve des droits de citoyenne en France » (allusion à son inscription sur le grand livre de la rente viagère consolidée qui l’obligeait à venir signer à échéances fixes). Elle semble alors s’être rendue à une fête donnée « à l’époque de la prise de Mantoue » (15 février 1797), et parle d’un malintentionné ayant accroché au dos de la robe de Thérésa Tallien un papier sur lequel était inscrit « propriété nationale », ce qui avait causé un scandale. Ayant réglé les affaires pour lesquelles elle avait fait ce voyage, elle se rendit ensuite à Londres où l’épouse du peintre Danloux note, le 10 mars, qu’elle arrive « de Paris », amenant avec elle sa fille, Nina, née de ses amours avec Cazalès : « Elle a cinquante ans, écrit-elle, et n’en parait pas plus de trente. Elle est encore très jolie. Sa fille âgée de quatre ans et demi sera elle aussi très jolie ». Mme de Bonneuil laissa sa fille à Londres et retourna fin mars en Espagne où chacun, à l’exception de Pérignon qui lui tourna le dos avec mépris, manifesta sa satisfaction de revoir celle qu’on appelait « l’inconnue ». On voit, admettait Bernard de Mangourit, qu’« elle a plutôt la tournure d’une femme du grand monde que d’une Laïs, s’exprime bien, annonce de l’esprit et de l’usage », bien différente de la classe à laquelle certains auraient voulu pouvoir l’assimiler. Nullement indifférente à Manuel Godoy, le ministre ami de Talleyrand, elle fut reçue à l’Escurial et présentée au roi et à la reine d’Espagne (juillet 1797).
Le duc de Croy d’Havré la chargea bientôt de lettres particulières pour le Prétendant, futur Louis XVIII qui résidait encore en Allemagne, et elle se mit en route, voyageant peut-être avec Cazalès par le Portugal, et gagna Londres où le peintre Danloux l’aperçut à la fin du mois d’août 1797. Elle se remit en route vers Calais, Hambourg et enfin Blankenberg où elle stationna à proximité de la résidence du Prétendant et de sa cour. Éconduite par le comte de Bésiade d’Avaray, favori du prince qui, se rappelant ses frasques et de sa sulfureuse réputation d’autrefois, la considérait lui-même comme une « coureuse d’aventures », elle retourna avec dépit à Hambourg d’où elle embarqua aussitôt pour Paris au début de décembre 1797.
Pendant l’hiver qu’elle passa à Paris, elle rencontra Charles-Maurice de Talleyrand, nouveau ministre des Relations extérieures, qu’elle avait autrefois connu dans les milieux libertins, notamment chez le comte de Vaudreuil et qui était alors invité à Saint-Leu-Taverny chez sa nièce Mme Hutot de Latour. Selon l’adage « il faut faire marcher les femmes », le ministre la reçut à l’hôtel Gallifet, rue du Bac, décidant d’employer cette « beauté diplomatique », accessoirement sa partenaire au whist. Elle retourna à Londres, et le 18 novembre 1798, le comte de Thauvenay écrivait à ce sujet au comte de Saint-Priest :
« Il est singulier que madame de Bonneuil ait été si réservée sur les détails de la situation de la France et qu’elle les porte à M. de Cazalès. Elle les devrait, ce me semble, au Roy… ».
Elle passa plusieurs mois chez Jacques Antoine Marie de Cazalès y faisant les honneurs de sa maison High Street Mary-le-Bone près de Hyde Park. Ils recevaient tout ce que l’émigration comptait de considérable, raconte le comte de Montlosier, notamment le comte d’Artois et le duc de Bourbon. Le peintre américain John Trumbull, qui la connaissait fort bien pour l’avoir déjà rencontrée en 1786 chez Élisabeth Vigée Le Brun et revue à Paris sans un sou à sa sortie de prison en 1795, la croisa à nouveau à Londres en 1799, rapportant qu’elle y vivait très à l’aise, peu avant d’être envoyée, dit-il, en mission à Saint-Pétersbourg
Au printemps 1800, elle était à Hambourg, alors la plaque tournante de l’espionnage international, cherchant à se faire recevoir par le comte de Movravieff, ambassadeur du tsar Paul Ier, afin qu’il lui délivre un visa pour entrer en Russie. Elle disposait de fonds importants que seuls une organisation puissante ou un État pouvaient lui fournir. Sa couverture était toujours celle du négoce de dentelles fines, elle disposait de faux passeports à des noms différents (« Mme de Nieulant », « Mme Riflon » mais passait en société pour « comtesse de Bonneuil »), et c’est Jean-Frédéric Perregaux, le célèbre banquier international, qui approvisionnait ses comptes. Ce banquier, un des personnages les plus importants de cette époque, un des auteurs du 18 brumaire, cofondateur de la Banque de France, était le beau-père du général Auguste-Frédéric-Louis Viesse de Marmont, futur duc de Raguse, lui-même ami intime des Michel Regnaud de Saint-Jean d’Angély, il était l’oncle par alliance de Pierre-Marie Desmarest, directeur de la police secrète du Consulat, et enfin le conseiller chargé de la logistique financière des agents de Charles-Maurice de Talleyrand à l’étranger.

## Mission en Russie
En juin, Mme de Bonneuil, qui avait obtenu un visa pour entrer en Russie, se fit remettre des lettres de créance par Charles-Maurice de Talleyrand qui, sans doute à cet effet, avait envoyé Mme Grant à Hambourg. Embarquée à Husum, elle parvint quelques jours plus tard à Saint-Pétersbourg où sa mission était de favoriser les préliminaires de paix entre la France et la Russie. Très vite, elle trouva un appui de poids en la personne du comte Fédor Rostoptchine, père de la future comtesse de Ségur, qui prépara avec elle un rapport circonstancié démontrant l’intérêt, pour les deux pays, d’un rapprochement franco-russe. Le tsar Paul Ier fut convaincu et elle fut reçue à la cour et à Gatchina où la vit l’écrivain anglais Robertson. Elle eut à combattre l’influence anti-française du comte Nikita Panine, du duc de Serra-Capriola, des Zouboff et de la coterie anglophile. Le tsar eut, par elle, connaissance de dépêches du comte d’Avaray au duc d’Havré, représentant les intérêts du Prétendant, futur Louis XVIII à Madrid puis Hambourg, dans lesquelles il était critiqué. Il en fallait moins pour que le comte de Caraman, représentant des Bourbons à Saint-Pétersbourg, puis le Prétendant lui-même, fussent expulsés du territoire russe (le futur Louis XVIII avait en effet, depuis quelques mois, quitté Blankenberg pour Mittau) en Courlande, c’était d’ailleurs un préalable à une négociation avec la République -. La saisie des papiers du comte de Caraman entraînèrent en chaîne la disgrâce du comte Pahlen, chef de la police secrète, celle de Nikita Panine que remplaça Fédor Rostopchine, et enfin l’expulsion de l’ambassadeur danois Rosencranz, beau-frère de Serra-Capriola, jugé anglophile. Les préliminaires de paix devant aboutir au traité de Lunéville furent engagés, mais, face au danger d’un projet de descente franco-russe aux Indes que caressait le tsar et à une occupation du Bengale par les Français, le parti anglophile de la cour fit assassiner Paul Ier.
À la cérémonie du 12 mars 1801 qui suivit son enterrement en grande pompe et l’intronisation d’Alexandre Ier alors entouré des Zouboff et d’Ouvaroff, Mme de Bonneuil qui se trouvait place de la Parade, écrivit à Jean-Frédéric Perregaux qui recevait et transmettait son courrier à Talleyrand : « Je l’ai vu partir en procession du palais d’hiver pour se rendre à la cathédrale où l’attendait l’archevêque Plutow. Devant lui, marchaient les assassins de son grand-père, à côté de lui, ceux de son père, et derrière lui, les siens ». Mais ce courrier fut saisi par le comte Pahlen et elle fut expulsée de Russie. Elle atteignit Koenigsberg puis Berlin où elle conta quelques-uns des aspects de son séjour à la cour de Paul Ier de Russie au général de Pierre Riel de Beurnonville qui lui donna un visa pour rentrer en France À Paris, elle rencontra Charles-Maurice de Talleyrand qu’elle semble avoir suivi, cet été-là, à Bourbon l’Archambault où le ministre allait prendre les eaux. C’est plus tard chez Talleyrand et Catherine Noël Worlee, Mme Grant, sa maîtresse, donc probablement fin 1801 ou début 1802, que Lewis Goldsmith la croisa un jour sans s’expliquer ce qu’elle faisait à un diner d’ambassadeurs réunissant le comte bavarois Cetto, le Prussien Girolamo Lucchesini, le marquis napolitain de Gallo, Arcadi-Ivanowitch comte Markoff, Philippe Cobentzel, Quentin Crawfurd, le comte de Bougainville, Louis-Philippe de Ségur et autres diplomates européens. À la fin de 1801, elle fréquentait la société aristocratique des anciens royalistes qui, malgré les apparences, ne s’était majoritairement pas ralliée au bonapartisme. Elle renoua avec ses amis d’autrefois, favorisa la radiation de ceux d’entre eux qui désiraient revenir d’émigration et ne pouvait manquer d’être informée de l’existence d’un comité royaliste qui correspondait secrètement avec les Bourbons. Le projet couramment évoqué était celui d’un remplacement de Bonaparte par le général Moreau. Or Mme de Champcenetz, ancienne codétenue de Mme de Bonneuil sous la Terreur, se chargeait alors des correspondances entre le comité Moreau et le comte de Vaudreuil, confident du comte d’Artois alors en Angleterre. Par ailleurs, Mme de Bonneuil fréquentait la famille Moreau et notamment la belle-mère du général, Mme Hulot d’Osery, sa compatriote de l’île Bourbon, propriétaire du château des Grimod à Orsay, ou encore et surtout Hyacinthe Bouvet de Lozier, adjudant général de l’armée royale, tête pensante et coordonnateur du complot à Paris, qui avait, lui aussi, des attaches avec l’île Bourbon.

## Son rôle dans l’affairePichegru
Au printemps 1802, profitant de la trêve d'Amiens et de l’ouverture des frontières avec l’Angleterre – la fermeture ne l’avait pas gênée en 1797 pour entrer et sortir de ce pays –, Mme de Bonneuil partit pour Londres où Otto, nouvel ambassadeur, visa son passeport en juillet 1802. En septembre elle atteignait Édimbourg où le comte d’Artois, qu’on approchait difficilement, la reçut en audience privée, peut-être en présence de son confident le comte de Vaudreuil. Puis le prince lui donna des lettres de recommandation et, par l’intermédiaire du baron de Vioménil, elle rencontra un peu plus tard le général Pichegru encore stationné à Londres. Auprès du général qui méditait un « coup » contre Napoléon Bonaparte promu consul à vie, elle se posa comme franche et décidée royaliste, malheureuse que le général Bonaparte n’ait pas joué le rôle que les monarchistes auraient voulu lui faire jouer, celui d’un George Monck. L’annonce du Consulat à vie laissait au contraire augurer l'installation du régime dans la durée. Le projet d’assassinat, avec un financement par l’Angleterre, était décidé, et Mme de Bonneuil assura le général Pichegru d’un soutien entier des royalistes de Paris. Puis, ayant donné des assurances diverses, elle reprit sa route vers la France en compagnie d’un Anglais fort connu, sir Walter Spencer, apparemment fort impliqué dans les « conspirations anglaises ». Une indiscrétion – en fait son passeport établi au nom de « Jeanne Riflon » indiquant qu’elle avait… « 29 ans » ! excita la méfiance d’un fonctionnaire de l'ambassade de France qui, rectifiant en marge : « Elle a plus de cinquante ans », la fit désigner comme étant Mme de Bonneuil (qui avait bien cinquante-cinq ans mais en paraissait vingt de moins, comme en ont témoigné le peintre Danloux, Mlle Avrillon et d'autres contemporains frappés par sa conservation exceptionnelle).
Un journal local se fit peu après l’écho du passage à Rotterdam puis Amsterdam de l’amie de Jacques Antoine Marie de Cazalès et belle-mère d’un conseiller d’état, en compagnie d’un Anglais qu’on disait membre du Parlement d'Angleterre. Michel Regnaud de Saint-Jean d'Angély fut évidemment obligé d’apporter un démenti formel sur l’identité de cette voyageuse et la présence de sa belle-mère aux Pays-Bas en compagnie d’un Anglais suspect – tandis qu’on parlait déjà d’une reprise de la guerre –, et, pour faire bonne mesure, l’ambassadeur Charles-Louis Huguet de Sémonville déclara publiquement qu’il ferait arrêter la « fausse Mme de Bonneuil », tout en lui accordant cependant, à La Haye, le visa nécessaire pour rentrer discrètement en France (30 janvier 1803). Mme de Bonneuil aurait séjourné peu de temps à Paris (« trois jours » selon son domestique qui était du voyage) car, si l’on en croit les curieux rapports rédigés sur cette partie assez obscure de sa vie, elle serait retournée en mars aux Pays-Bas, où elle - à moins qu’il ne s’agît d’une doublure - se présenta cette fois sous le nom de « Mme de Bellegarde », à Bréda précisément où un envoyé de la police du Grand Juge Régnier était censé la rencontrer. La chose pourrait paraître étrange si l’on ne savait que l’envoyé de la police n’était autre que le gendarme d’élite de Meckenheim d’Artaize, ancien chef d’escadron au Colonel général cavalerie – avec son ami Jean-Baptiste de Paty de Bellegarde lui-même cornette blanc dans le même régiment – qui, selon Lewis Goldsmith, était un agent secret de Charles Maurice de Talleyrand (la police secrète du Grand Juge Régnier, pour la partie diplomatique, ne se superposait pas exactement à celle de Talleyrand et leurs agents comme leurs directives, inconnus les uns aux autres, se court-circuitaient parfois).
L’envoyé Meckenheim d’Artaize, que l’on chargeait des missions délicates ou périlleuse, joua une espèce de comédie consistant à couvrir l’incognito de Mme de Bellegarde, à transmettre des rapports laissant supposer qu’il s’était correctement acquitté de sa mission – qui, pour sa sécurité et l’avenir politique de Regnaud, ne devait pas être reconnue par l’administration du Grand Juge Régnier –, tout en recueillant et accréditant en haut lieu les informations qu’elle avait recueillis auprès de Jean-Charles Pichegru et de ses amis sur les projets criminels en préparation.
Fin mai 1803, Michelle de Bonneuil était du moins à Paris chez sa fille, y rencontrait Mmes de Vaudreuil et Armand de Polignac dont les maris étaient partie prenante dans les projets de Pichegru, et elle poussait l’obligeance jusqu’à recommander aux conspirateurs d’aller loger dans sa maison de la rue Carême-Prenant, vide depuis la mort dans les lieux, le 24 mars 1803, de M. Guesnon de Bonneuil qu’avaient assisté les citoyens Sauzade et Taillardat qui furent compris dans le procès de 1804.
C’est ainsi que, lorsqu’il vint à Paris, en septembre 1803, Georges Cadoudal, suivi et filé depuis son arrivée en France par Saint-Leu-Taverny, logea un temps dans l’appartement inoccupé de Michelle de Bonneuil. Cette dernière, qui ne voulait pas risquer des indiscrétions laissant supposer qu’elle avait trahi la cause des royalistes, aurait passé quelques jours dans la ville d’eau de Pyrmont où elle fut reçue par le prince de Waldeck, le prince de Brunswick et l’Électrice palatine de Bavière. Toujours officiellement – ou soi-disant – recherchée par l’officier de Meckenheim d'Artaize sous le nom « Mme de Bellegarde », elle quitta Pyrmont fin juillet 1803, cachée dans le carrosse de la comtesse de Provence qui, revenant d’Italie, passait justement dans la ville d’eau, accompagnée de son écuyer, le duc d’Havré. On dit à Meckenheim d'Artaize qu’elle s’était rendue à Gotha, à Ludde et de là Altona (à la sortie de Hambourg mais en territoire danois), logeant dans une maison que lui avait prêtée le duc d’Havré. Elle raconta en septembre et octobre 1803, dans des courriers cette fois signés « Mme Smith », ses malheurs prétendus à l’ambassadeur anglais George Rumbold, lui demandant un visa pour se réfugier en Angleterre. Rumbold s’en remit à lord Castlereagh qui, n’ajoutant pas foi aux demandes de la fausse Mme Smith, pria Rumbold de rejeter ses demandes. Dans une position ambiguë, indésirable en Angleterre et renonçant apparemment à retourner en France par prudence, la mystérieuse « Mme de Bellegarde » se retira, semble-t-il – car personne ne peut alors la localiser avec certitude –, « dans une campagne » à Wandsbeck. 
La question est de savoir si, dans un premier temps, Mme de Bonneuil et elle seule, qui rencontra effectivement le comte d’Artois à Édimbourg, n’avait pas cherché à aider, du point de vue logistique, les conspirateurs anglais et émigrés – elle avait des liens d’amitié anciens avec, notamment, le comte de Vaudreuil et sa famille, avec le marquis de Rivière également avec Charles Bouvet de Lozier – et si, ayant été démasquée à Rotterdam en décembre 1802, elle n’avait pas été obligée de se « retourner » sous peine d’exil, en révélant à Meckenheim d’Artaize, Talleyrand et Regnaud de Saint-Jean d’Angély son gendre tout ce qu’elle avait appris du comte d’Artois et de Pichegru. Peut-être même fut-elle contrainte de seconder la police secrète, tout au moins Jean-Baptiste Desmarets, qui contribua à mettre en place la souricière au terme de laquelle Pichegru, Cadoudal, le marquis de Rivière et Armand de Polignac, tous familiers des comtes de Vaudreuil et d’Artois, avaient été arrêtés.

## L’Empire et la Restauration
Entre le début de l’Empire et 1809, Michelle de Bonneuil était à Paris puis elle voyagea à Berlin - peut-être dans la suite de Talleyrand qui fit un grand voyage en Allemagne et en Prusse -, puis on la retrouve à Cassel où, d’après Pigault-Lebrun dans une lettre à Réal, avec Mme de Rietz, comtesse de Lichtenau, ancienne maîtresse de Frédéric-Guillaume II, roi de Prusse, dite la « princesse ananas », elle joua un rôle de surveillance et d’influence, pour le compte de la police secrète, à la cour de Jérôme Bonaparte, roi de Westphalie, et de Catherine de Wurtemberg.
En 1814, Jacques Barthélémy Salgues est le premier à avoir révélé publiquement en France le rôle secret joué par Mme de Bonneuil et cette nouvelle alimenta les conversations de la nouvelle cour : Buonaparte n’avait point négligé un autre genre de séduction. Il avait mis dans ses intérêts et envoyé en mission des femmes d’une beauté et d’un esprit propres à corrompre le cœur même des rois. Nouvelle Judith, Mme de B…, belle-mère d’un des conseillers d’État de Napoléon, se rendit de Paris à Hambourg et de Hambourg, parvint jusqu’à Sa majesté Impériale où elle acheva, dit-on, la conversion de ce prince commencée par une actrice française (…) Ce changement si prompt et si public inquiéta toute l’Europe et l’inquiétude devint bien plus grande encore quand on vit le même esprit se répandre tout à coup dans le Nord de l’Europe. Naturellement, le prince de Talleyrand couvrait Mme de Bonneuil de son ombre tutélaire, et d’ailleurs, le nouveau roi ne songea jamais à lui faire reproche de ses actes. Au contraire, en 1815, elle fut l’une des premières personnes de l’ancienne cour à être pensionnée par Louis XVIII. Elle obtint en 1817 que sa fille la comtesse Laure Regnaud de Saint-Jean d'Angély ne soit pas jugée pour complot contre l’autorité royale et sorte de la Conciergerie où elle avait été envoyée pour activisme pro-bonapartiste. Sous Charles X, Mme de Bonneuil vécut principalement chez ses filles Mmes Buffault, Arnault, Regnaud de Saint-Jean d’Angély et Cardon, tant à l’abbaye du Val (près Mériel) qu’au manoir d’Antiville en Normandie et dans le quartier de la Nouvelle Athènes à Paris où habitaient la plupart de ses enfants et petits enfants. La comtesse Laure Regnaud de Saint-Jean d'Angély, qui avait perdu son mari, l’ancien conseiller d’État et ministre de Napoléon Il n’avait pas renoncé à ses convictions bonapartistes et sans doute s’opposa-t-elle souvent à sa mère qui, comme Élisabeth Vigée Le Brun et d’autres vieilles amies, était restée fidèle aux Bourbons.
Après cette existence à la fois trépidante et romanesque, qui n’est pas sans zones d’ombre, Mme de Bonneuil mourut paisiblement rue Blanche, à Paris, le 30 décembre 1829, et elle fut enterrée sans bruit au cimetière de Montmartre. Comme les grands agents secrets, elle s’est fait oublier et n’a surtout pas écrit de mémoires ou de souvenirs comme c’était alors la mode. Sa fille Laure Regnaud de Saint-Jean d'Angély a, en outre, détruit tous ses papiers. Dans une biographie récente d’Augustin Barruel, Mme de Bonneuil, qui avait souffert de la Révolution puis consacré son existence à s’opposer sourdement à ceux qu’elle tenait pour responsables des malheurs de sa famille, est citée comme ayant été une des sources de l’auteur de l’Histoire du jacobinisme.

## Les différentesMmesde Bonneuil
Dans le numéro de juillet-août 1991 du périodique L’Intermédiaire des Chercheurs et des curieux, M. Georges Renard, un descendant de Madame de Bonneuil née Michelle Sentuary, a exposé les raisons pour lesquelles il ne croyait pas que l’on puisse identifier celle-ci avec Jeanne Riflon car il s’agit, selon lui, de deux personnes différentes. 
La thèse d’Olivier Blanc est en effet que Jeanne Riflon est une identité empruntée par Mme de Bonneuil lorsqu’elle ne voulait pas que son nom apparaisse directement. Il avance notamment comme principal élément de preuve la ressemblance entre l'écusson qu'aurait arboré sur sa voiture, d’après les Mémoires secrets du 9 février 1787,  la courtisane « Jeanne Riflon de Bonneuil » pour marquer son triomphe sur Mlle Renard, sa rivale auprès de Charles de Sartine- un renard éventré surmonté d'un œil couronné - et le cachet de Michelle Sentuary , tel qu’il apparaîtrait apposé sur la cire dans un document de police de 1793. Cette hypothèse, peu vraisemblable, ne paraît pas résister à une recherche approfondie sérieuse.  
Il a en effet bien existé une Jeanne Riflon, née le 7 septembre 1763 et baptisée le lendemain à Bourges paroisse Saint-Ambroix (elle est  souvent confondue avec sa sœur aînée, également prénommée Jeanne, née le 14 mars 1755 et baptisée le même jour à Bourges paroisse Saint-Médard, qui se maria le 20 messidor an VII (8 juillet 1799) à Sèvres - l'acte de mariage indique bien qu'elle est alors âgée de 44 ans - avec Jacques Théodore Ancellin, jardinier et mourut au même lieu le 22 mai 1825). De milieu modeste, fille d'un "journalier", on la retrouve à Paris en 1785 sous le nom de "Jeanne Riflon de Bonneuil", où elle est courtisane. Entretenue notamment par le duc de Chartres, puis successivement par le fils du ministre Sartine, par lord Gilford et par Lorimier d'Etoges le fils, elle s'installe en 1786 rue de la Grange Batelière, où elle restera jusqu'en fin 1792. Puis elle réalise tous ses biens en avril 1793 et disparaît jusqu'en novembre 1801, où on la retrouve à Paris. Puis l'on perd sa trace. 
Il y a de très fortes présomptions que cette Jeanne Riflon de Bonneuil, personnalité mal connue, courtisane de haut vol, soit la "Mme de Bonneuil" intrigante, aventurière et séductrice qui  fit la conquête simultanée de Godoy, de Perignon et du naïf duc d'Havré et que l'on retrouve par la suite en Russie, en Hollande et à Pyrmont. Son âge (15 ans de moins que Michelle Sentuary) rend cette hypothèse bien plus crédible. S'il apparaît invraisemblable que Michelle Sentuary ait utilisé le patronyme de "Jeanne Riflon" pour obtenir des passeports, dans la mesure où rien ne la rattache à cette dernière et où elle n'avait aucune raison de la connaître - n'évoluant pas dans le même cercle - , il est avéré que Jeanne Riflon de Bonneuil joua sur l'homonymie. En effet, en novembre 1802, la rumeur locale disait que la "Mme de Bonneuil" qui venait d'arriver à Amsterdam était la belle-mère d'un conseiller d’État. Regnaud de Saint-Jean d'Angely écrivit aussitôt à l'ambassadeur pour dénoncer l'imposture et le Premier Consul demanda en juin 1803 une enquête. Desmarest, le chef de la haute police, fit publier dans les journaux que "Mlle Rifflon, fille du maître des basses œuvres de la ville de Bourges, a paru (à Pyrmont) sous le nom de comtesse de Bonneuil" .